# Templo de Haeinsa
Haeinsa é um templo budista construído no ano de 802 em Gyeongsangnam, na Coreia do Sul. Aqui, no Janggyeong Panjeon, está guardado o Tripitaka Koreana, a mais completa colecção de textos budistas, gravada em 80.000 blocos de madeira. O templo inclui também vários tesouros nacionais da Coreia do Sul, como interessantes pinturas budistas, pagodes de pedra e lanternas. 
O Templo de Haeinsa e o Janggyeong Panjeon, Depósito dos blocos de madeira Tripitaka Koreana foi declarado em 1995 Património Mundial da Unesco.